# 16680 Minamitanemachi
16680 Minamitanemachi este o planetă minoră (asteroid), cu un diametru de 8,036 km, din centura de asteroizi. A fost descoperită pe 14 martie 1994 la Kitami de Kin Endate. 
Obiectul prezintă o orbită caracterizată de o semiaxă mare de 2,677677 UAi, o excentricitate de 0,18, o înclinație de 14,12243 ° în raport cu ecliptica.